# Telebim
Telebim – ekran wizyjny, którego matryca składa się z diod LED. Jest to wyświetlacz diodowy, pełnokolorowy.

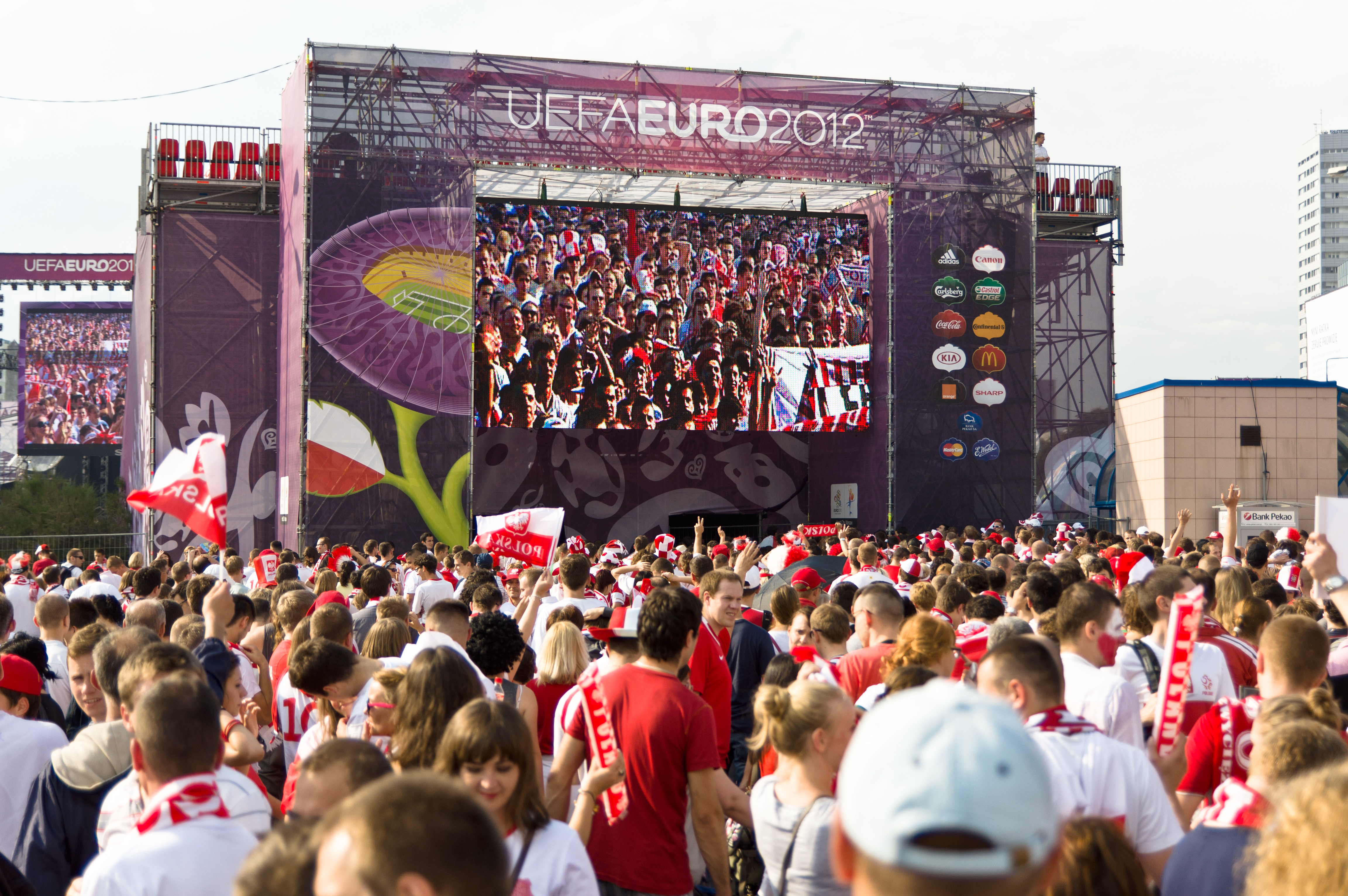
Telebim w warszawskiej strefie kibica podczas UEFA EURO 2012.

Telebim ma znaczącą przewagę nad projektorami lub wielkoformatowymi ekranami plazmowymi, gdyż nawet w dużym nasłonecznieniu prezentuje wyraźny i czytelny obraz. Wyrazistość tę uzyskuje się dzięki nawet kilkukrotnie większej jasności powierzchni telebimu w porównaniu do jasności ekranu plazmowego. Jasność wyrażana jest jednostkach nt (nit).

## Budowa
Wszystkie telebimy cechuje konstrukcja modułowa – każdy ekran składa się z prostokątnych modułów, przy czym liczba modułów w pionie i poziomie może być dowolnie dobierana w zależności od potrzeb i ograniczeń wynikających z lokalizacji instalacji urządzenia oraz od wymaganych proporcji obrazu (format obrazu). Moduł telebimu jest jego częścią składową – powtarzalnym elementem. Moduł sam w sobie stanowi odrębny wyświetlacz obrazu, który wyświetla fragment całości prezentowanej na ekranie treści.

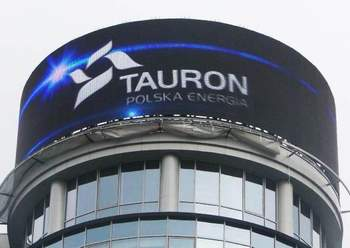
Telebim o powierzchni wypukłej - Katowice

Moduł zbudowany jest z pikseli rozmieszczonych w układzie matrycowym (wiersze i kolumny), co jest charakterystyczne dla każdego ekranowego wyświetlacza obrazu. Moduł jako podstawowa część składowa telebimu posiada na sobie pewną określoną liczbę pikseli, np. 32 x 16 (32 kolumny x 16 wierszy). Cecha ta nazywa się rozdzielczością.
Z uwagi na fakt, iż moduł charakteryzuje się określoną rozdzielczością, to rozdzielczość całego ekranu (finalna rozdzielczość telebimu) jest iloczynem liczby modułów oraz ich rozdzielczości – odpowiednio w poziomie oraz w pionie. Jest to cecha która odróżnia je od spotykanych konsumenckich ekranowych wyświetlaczy obrazu (monitory, telewizory), które to finalną rozdzielczość oraz proporcje obrazu mają niezmienne, ustalone na etapie projektowania i produkcji.
Budowa modułowa pozwala również na tworzenie ekranów o kształtach innych niż prostokąt oraz swobodne kształtowanie powierzchni telebimu znacznie odbiegające od płaszczyzny, np. wypukłych czy dookólnych.
Piksel telebimu jest to najmniejsza grupa diod LED tworząca punkt świetlny. Piksel pozwala na uzyskanie światła dowolnej barwy - jest on najmniejszym elementem pełnokolorowego obrazu. Na ogół używane są następujące standardy budowy piksela:
2R 1G 1B – 2 diody czerwone, 1 niebieska i 1 zielona – starszy system, występował tylko w telebimach zbudowanych z diod LED wykonanych w technologii THT.
1R 1G 1B – 1 dioda czerwona, 1 niebieska i 1 zielona – nowszy system, występuje zarówno w telebimach zbudowanych z diod LED wykonanych w technologii THT jak i z diod LED wykonanych w technologii SMD.

## Parametry
Pixel pitch – jednostka [mm] – podstawowy parametr określający fizyczną odległość pomiędzy geometrycznymi środkami sąsiadujących pikseli (nie zaś odległość między pikselami). Odległość może być mierzona w poziomie jak i w pionie, gdyż są one jednakowe. Parametr ten określa niejako klasę telebimu oraz de facto jego przeznaczenie. Im mniejsza wartość tego parametru, tym lepsza jakość obrazu. Parametr ten determinuje zarazem odległość w jakiej odbiorca powinien co najmniej znajdować się od oglądanego ekranu dla uzyskania dobrego efektu wizyjnego. Im mniejsza wartość tego parametru, tym odbiorca może być bliżej telebimu.
Luminancja – jednostka [nt] – potocznie zwana jasnością ekranu. Jest to parametr określający ilość światła emitowanego przez ekran. Parametr ten powinien zawierać się w przedziale 500nt-1500nt dla telebimów o przeznaczeniu wewnętrznym oraz 3500nt–7000nt dla telebimów o przeznaczeniu zewnętrznym. Zbyt mała luminancja ekranu nie pozwala na uzyskanie zadowalającego kontrastu i w efekcie nie zapewnia wyrazistości, czytelności prezentowanej treści. Zbyt wysoka luminancja powoduje nieprzyjemne doznania wzrokowe (rażenie świetlne) oraz utrudnia odbiór. Z powyższych przyczyn ważne jest, aby telebim posiadał automatyczną regulację jasności opartą na ciągłym pomiarze natężenia oświetlenia otoczenia poprzez sensor światła.
Maksymalny pobór mocy – jednostka [W]/m² – określa moc elektryczną pobieraną przez telebim przypadającą na każdy metr kwadratowy ekranu dla warunków: cały ekran wyświetla biel (100% wszystkich składowych barw podstawowych) a jasność ekranu ustawiona jest manualnie na 100%
Średni pobór mocy – jednostka [W]/m² – określa moc elektryczną pobieraną przez telebim przypadającą na każdy metr kwadratowy ekranu dla warunków: ekran wyświetla treść wideo z jasnością ustawioną manualnie na 2/3 jasności maksymalnej. Średni pobór mocy stanowi 35%–40% maksymalnego poboru mocy.
Stopień ochrony – oznaczenie IPxx, gdzie „xx” oznacza dwie cyfry, np. IP54 lub IP67. Parametr ten określa odporność urządzenia na wnikanie zewnętrznych czynników: pierwsza cyfra określa odporność na ciała stałe (pył), druga na ciecz (wodę). Im wyższe cyfry w oznaczeniu, tym lepsza odporność. Klasę odporności określa się zgodnie z normą PN-EN 60529. Klasa jest określana zgodnie z zasadą „najsłabszego ogniwa”, tzn. dowolna część/strona urządzenia mająca najsłabszy stopień ochrony determinuje stopień ochrony całego urządzenia.
Przeznaczenie – szereg cech telebimu rozmyślnie ze sobą dobranych stanowią o jego przeznaczeniu które może być wewnętrzne (ang. indoor) oraz zewnętrzne (ang. outdoor). Przy czym telebim o przeznaczeniu zewnętrznym może w większości przypadków pracować również wewnątrz. Parametry określające przeznaczenie telebimu to przede wszystkim pixel pitch oraz stopień ochrony (dla urządzeń zewnętrznych klasa nie niższa niż IP54).

## Rynek
W styczniu 2009 roku pojawiła się pierwsza w Polsce Baza Telebimów. Obecnie można znaleźć wiele portali branżowych zrzeszających pojedynczych właścicieli telebimów. Stosunkowo łatwy dostęp do finansowania sprawił, że w przeciągu 2 lat pojawiło się na rynku polskim około 500 podmiotów gospodarczych posiadających przynajmniej jeden telebim.

## Kontrowersje

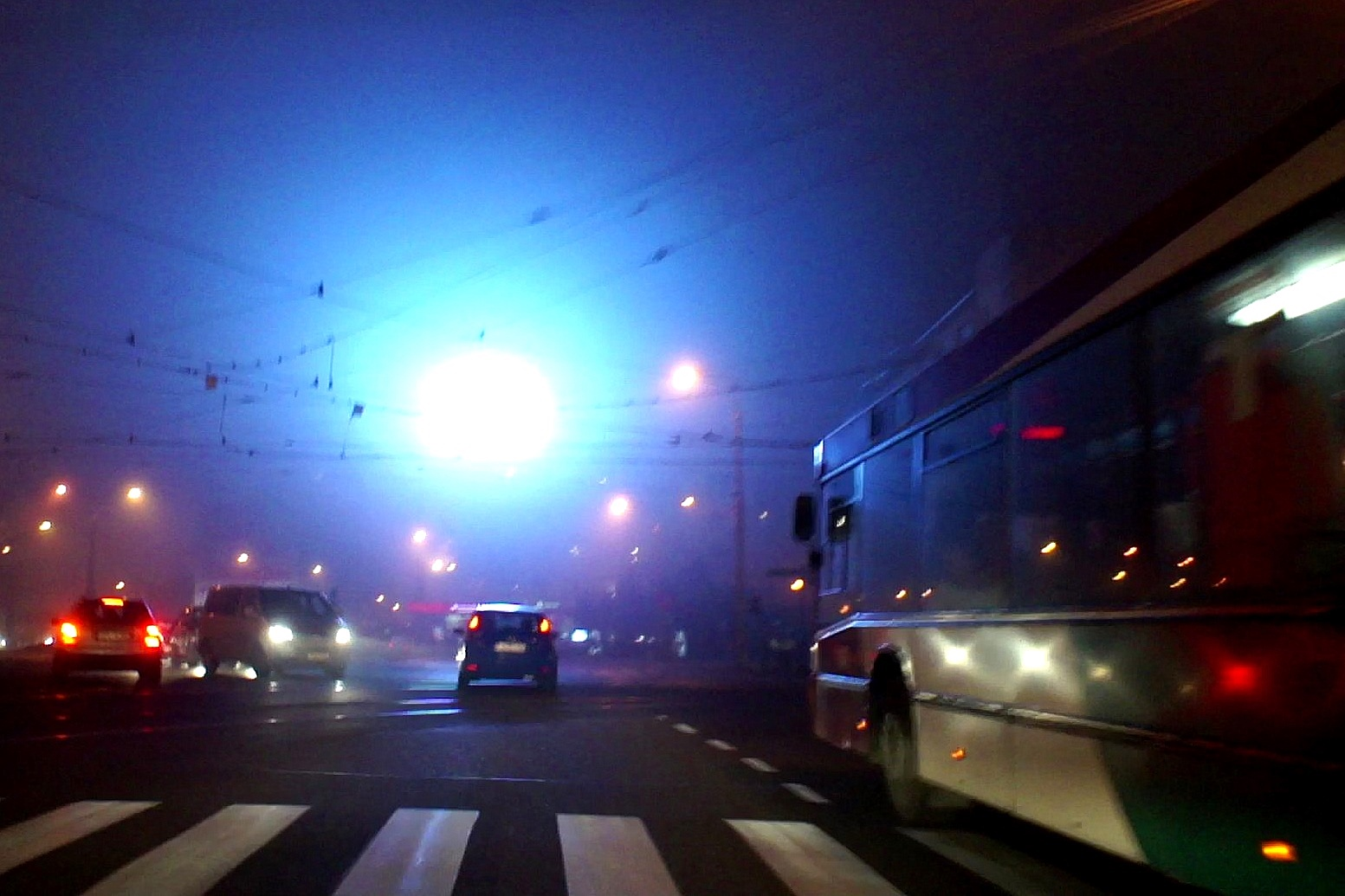
Emisja zbyt jasnego światła

Coraz więcej organizacji zgłasza postulaty o zwiększenie kontroli przy wydawaniu zezwoleń na montaż telebimów. Postuluje się także o ograniczenie intensywności świecenia telebimów po zapadnięciu zmierzchu. Ukuty już nawet został termin zanieczyszczenia światłem (z ang. visual pollution). Od 1 stycznia 2011 roku na wniosek Komendy Głównej Policji, większość miast w Polsce wprowadziło zakaz montażu telebimów LED prostopadle do jezdni. Jednocześnie telebim musi znajdować się w odległości minimum 8 metrów od krawężnika jezdni. Zakaz podyktowały liczne incydenty związane z oślepianiem kierowców przez dynamicznie zmieniające się treści na telebimach.